# 飛龍文具

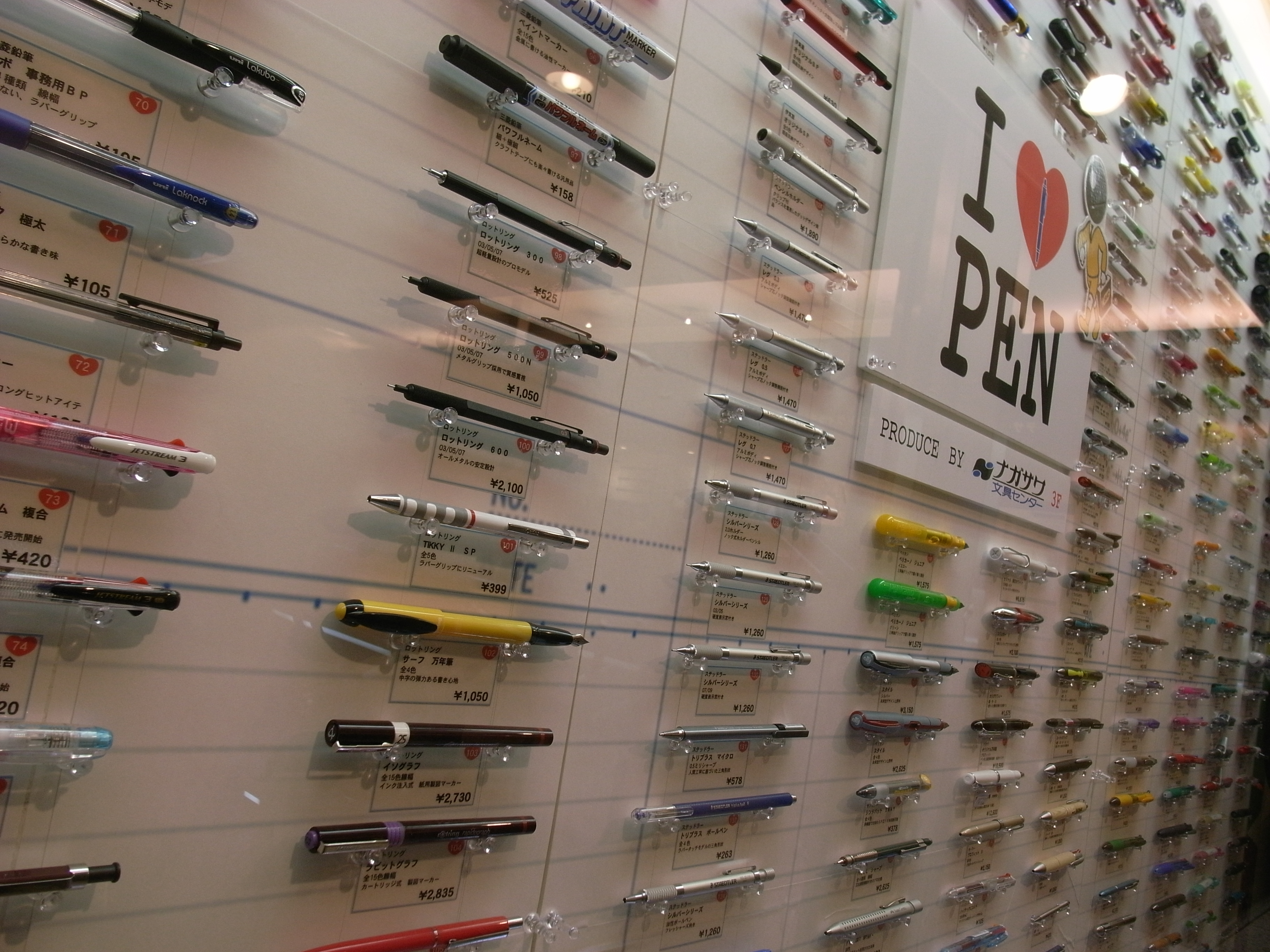
飛龍產品

飛龍文具有限公司（日语：ぺんてる株式会社，又稱蟠桃兒；中國大陸譯派通文具），是日本一家文具用品的製造商。

## 歷史
- 1946年 (昭和21年)，大日本文具株式会社成立，設置草加工廠。
- 1953年 (昭和28年)，開始輸出海外市場。
- 1963年 (昭和38年)，設置吉川工廠。
- 1964年 (昭和39年)，設置香港、芝加哥分店，設置茨城工廠。
- 1965年 (昭和40年)，設立美國分公司，因海外行銷、出口產品的共獻，被授與內閣總理大臣獎在日本世博會。
- 1970年 (昭和45年)，在1970年世界博覽會(日本世界博覽會)參加國際兒童繪畫中心的展出。
- 1971年 (昭和46年)，更名為「ぺんてる株式会社」。
- 1976年 (昭和51年)，因促進品管被授與戴明獎。
- 1978年 (昭和53年)，美國品管專家愛德華茲·戴明前往工廠視察。

## 現況
總公司位於日本東京都中央區日本橋小網町7-2，在台灣、中國大陸（天津、上海）、泰國、馬來西亞、新加坡、香港、澳大利亞、南非、歐洲、美洲等地均設有分公司。
其生產工廠設在日本、天津、台灣、歐洲、北美洲、巴西等地。

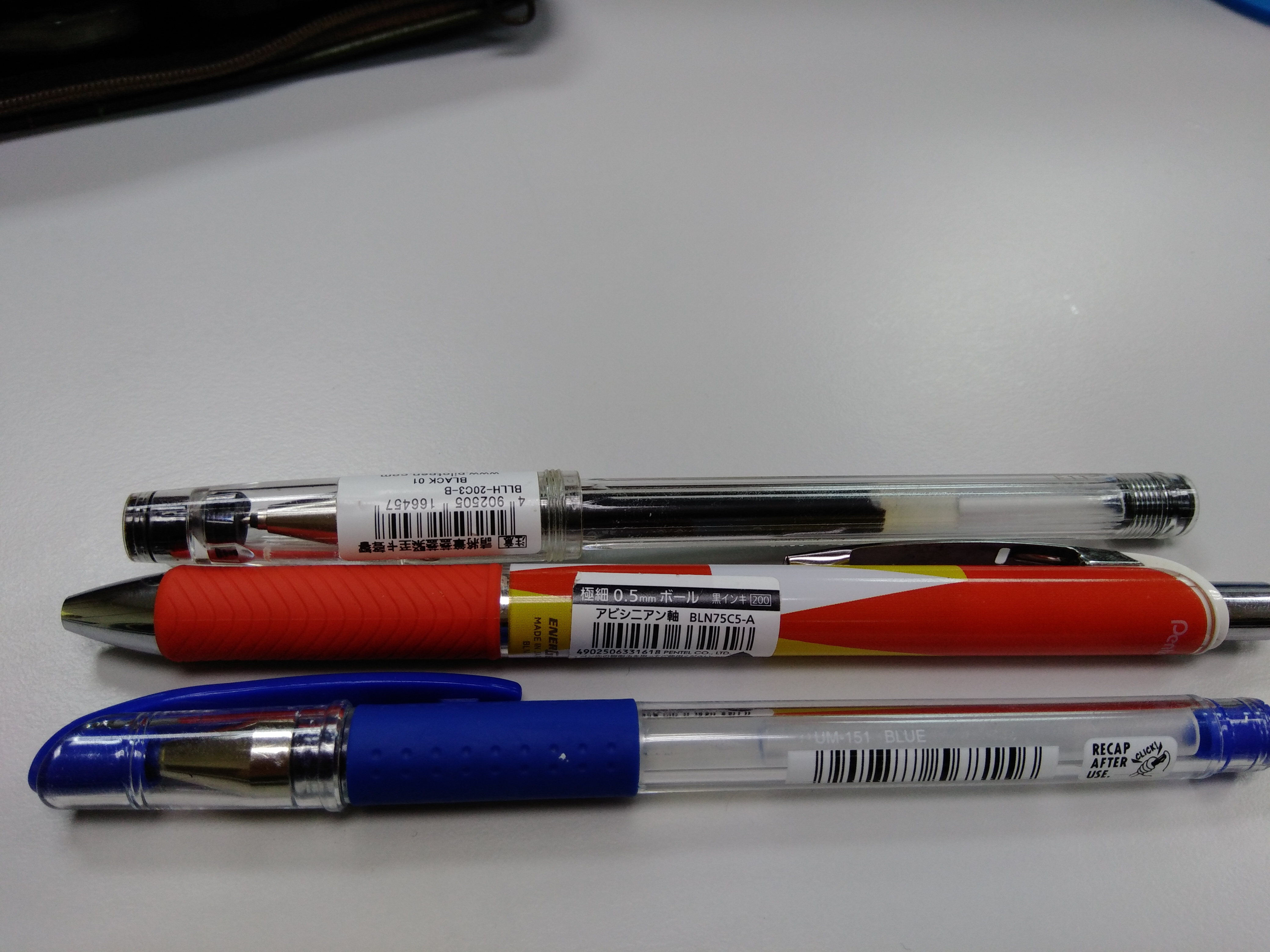

## 外部連結
- 官方网站：日本、台灣、香港
  - ルル【ぺんてる公式】的X（前Twitter）
  - ぺぺ【ぺんてる公式】的X（前Twitter）
  - Pentel HK的Facebook專頁
  - Pentel Taiwan的Facebook專頁
  - 飛龍文具的Instagram帳戶
  - Pentel HK的Instagram帳戶